# Petrov (cráter)

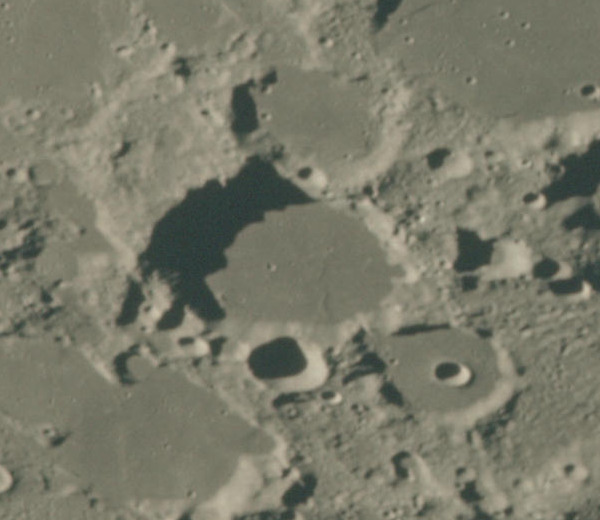
Fotografía de la misión Apolo 15

Petrov es un cráter de impacto situado sobre el terminador suroriental de la Luna. El cráter es difícil de observar en esta ubicación, afectado por la libración. El cráter más cercano es Chamberlin, casi sobre la cara oculta, al noreste. Un poco más al oeste-suroeste de Petrov se halla Gill.
|  |

El borde de este cráter ha sido desgastado y erosionado por impactos, dejando un anillo irregular de crestas e incisiones en la pared interna. El cráter más pequeño Petrov A se introduce ligeramente en el borde sur. En el sudeste, Petrov B está unido al exterior del sureste, quedando unidos ambos por un estrecho valle.
El suelo interior de Petrov ha sido completamente regenerado por flujos de lava basáltica, dejando una superficie de bajo albedo que es relativamente lisa y sin rasgos distintivos. Este material es casi tan oscuro como el del Mare Australe, situado al norte. El suelo está marcado solo por unos pequeños cráteres.

## Cráteres satélite
Por convención estos elementos son identificados en los mapas lunares poniendo la letra en el lado del punto medio del cráter que está más cercano a Petrov.
|        | \| Petrov \| Coordenadas \| Diámetro \| \| ------ \| ----------------------------- \| -------- \| \| A \| 62°30′S 88°18′E / -62.5, 88.3 \| 17 km \| \| B \| 62°18′S 90°30′E / -62.3, 90.5 \| 31 km \| |          |
| Petrov | Coordenadas | Diámetro |
| A      | 62°30′S 88°18′E / -62.5, 88.3 | 17 km    |
| B      | 62°18′S 90°30′E / -62.3, 90.5 | 31 km    |